# William Vane (3e duc de Cleveland)
Pour les articles homonymes, voir William Vane (homonymie) et Vane (homonymie).
William John Frederick Vane, 3e duc de Cleveland (3 avril 1792 – 6 septembre 1864), est un homme politique britannique.

## Biographie
Il est le fils de William Vane et de sa première épouse, Katherine, la deuxième fille de Harry Powlett (6e duc de Bolton). Il est député de Winchelsea de 1812 à 1815, pour le comté de Durham de 1815 à 1831, pour St Ives de 1846 à 1852, et pour Ludlow de 1852 à 1857. Le 3 juillet 1815 à l'église St-Jacques de Piccadilly, il épouse Grace Caroline Lowther (1792–1883), la cinquième fille de William Lowther (1er comte de Lonsdale).
Après avoir hérité de la succession de sa grand-mère maternelle, la duchesse douairière de Bolton, en 1809, il change son nom de famille en Powlett, selon les termes de son testament, par Licence royale en 1813. Il hérite du duché de Cleveland de son frère Henry en 1864, et reprend le nom de famille de Vane. Il meurt sans enfant quelques mois plus tard, ses titres sont transmis à son jeune frère, Harry Powlett (4e duc de Cleveland), qui prend le nom de Powlett peu de temps après.

## Sources
- (en) Cet article est partiellement ou en totalité issu de l’article de Wikipédia en anglais intitulé « William Vane, 3rd Duke of Cleveland » (voir la liste des auteurs).
- Burke's Peerage